# Duna-sor
A Duna-sor a pesti Duna-part egy szakaszának a neve 1758-tól.

## Története
A 18. század végén Pest város északi terjeszkedésének útjában állt az északi városfal és a Duna bal partján az azt lezáró rondella. Bontásakor a telket és az ide csatlakozó hajóhíd pesti hídfőjénél állt kocsmát Pest város tanácsa eladta a kocsma akkori bérlőjének Hillmayer Mátyásnak, aki 1791-ben aztán az egészet eladta Kemnitzer Jánosnak. A megvásárolt telken és a kocsma helyén 1792-ben Kemnitzer, aki eredetileg módos tímármester, majd vendéglős volt, kétemeletes házat építtetett, amiben megnyitotta a Kemnitzer-féle első magyar Nagy Kávéházat. Többszöri átépítés és az 1838-as pesti árvíz utáni rekonstrukciót követően ez az épület lett az Angol Királynő Szálló.
A Duna-sor az északi rondellától (ma a Deák Ferenc utca és az Apáczai Csere János utca sarka) a Fő térig (a Piarista utcától délre elterülő rész) volt.
A város fejlődésével párhuzamosan, a Lipótváros terjeszkedése miatt a Duna-sor is megnyúlt észak felé, és hamarosan Felső Duna-sor és Alsó Duna-sor neveket kaptak a részei. Ugyanebben az időben a budai oldalon is a mai Bem rakpart helyén budai Felső Duna-sor, a Gróza Péter rakpart helyén pedig a budai Alsó Duna-sor húzódott.
A pesti oldal Duna-sorának épületei egységes képet mutattak, mivel a klasszicizmus idején azonos párkánymagassággal és tengelyritmussal építették fel őket. Az előttük elterülő széles parton 1789-ben a pestvárosi tanács megkezdte a fásítást, és elnevezte Duna-parti sétánynak.
Az 1838-as pesti árvíz komoly károkat okozott a Duna-sor házaiban.
Alig több mint tíz évvel később, 1849 májusában a Budáról a pesti palotasor ellen – a magyar honvédség ostroma miatt bosszús osztrák Heinrich Hentzi generális által – elrendelt ágyúzás súlyos károkat okozott a palotasorban. Több háznak leégett a tetőszerkezete.
Az épületek előtt egy széles sétány, az előtt pedig egy lapos rézsű vezetett le a Duna medréig. Ezt előbb a Duna Gőzhajózási Társaság kezdte feltölteni, miután a saját hajói számára a Széchenyi lánchíd pesti hídfőjének mindkét oldalán kétszer 345 méter hosszú partfalat épített 1853-1859 (más források szerint: 1853-1857) között. Ezt folytatta azután Pest városa - az 1840-es években meghatározott szabályozási vonalnak megfelelően - 1857-1861 között a Magyar Tudományos Akadémia és a Zoltán utca között, majd 1864-1867 között az Eötvös tér és a Eskü tér (Március 15. tér) között, az Eskü tér és a Fővám tér között 1869-1873, végül 1870-1876 között a Zoltán utca és - az azonos időben megépülő - Margit híd között alakították ki az árvízvédelmi rendszert és ezzel a mai balparti rakpartot is. A rézsűt a kőfalak mögött feltöltötték és új teleksort alakítottak ki, így ezek beépítésével a Duna-sor egységes klasszicista képe megbomlott, mert a kétemeletes házsor elé négy-öt emeletes neoreneszánsz házak épültek. A Duna-sor helyén új utcák jöttek létre: Mária Valéria utca (ma Apáczai Csere János utca), Újpesti utca (ma Akadémia utca), a Duna-parton pedig kiépült a Rudolf rakpart (ma Széchenyi rakpart) és a Ferenc József rakpart (ma Belgrád rakpart). Utóbbi felső szakaszán a szállodasor előtt a népszerű Dunakorzó 1983 óta sétálóutca. A Széchenyi lánchídtól északra 1865-ben felépült a Magyar Tudományos Akadémia székháza, majd mögötte Lipótváros Széchenyi rakparti épületei.